# NGC 82
NGC 82 je zvijezda u zviježđu Andromedi.

## Vanjske poveznice
- SEDS: NGC 0082